# Beija-flor-de-crisso-azul
O beija-flor-de-crisso-azul (Saucerottia hoffmanni) é uma ave da família Trochilidae. Encontra-se desde o oeste da Nicarágua até o centro da Costa Rica.
Esta espécie foi anteriormente colocada no gênero Amazilia. Um estudo filogenético molecular publicado em 2014 descobriu que o gênero Amazilia era polifilético. Na classificação revisada para criar gêneros monofiléticos, o beija-flor de ventilação azul foi movido para o gênero ressuscitado Saucerottia.